# Det hände sig Jefta
Det hände sig Jefta är en norsk psalm från 1700-talet.

## Historik
Det hände sig Jefta är en norsk psalm och bygger på berättelsen om domaren Jefta. Texten är skriven av prästen Petter Dass (1647–1707) i Norge. De trycktes i skillingtryck första gången 1742. Melodin upptecknades i Hofterups socken av Nils Andersson. Den publicerades 2021 i boken Folkliga koraler från södra Sverige.

## Publicerad i
- Folkliga koraler från södra Sverige som nummer 100 Jefta.[1]